# Sándor Péter (színművész)
Sándor Péter (Kecskemét, 1988. augusztus 9.) magyar színművész.  

## Életpályája
Szülővárosában a Bolyai János Gimnázium sporttagozatán érettségizett. Tizennyolc éves koráig a Kecskeméti TE futballcsapatának játékosa. Elsőre nem vették fel a színművészetire, ezt követően szerepet kapott a kecskeméti Katona József Színházban. 2008-ban A Társulat című műsorban is szerepelt.
2013-ban végzett a Színház- és Filmművészeti Egyetemen, Novák Eszter és Selmeczi György osztályában. Diplomaszerzése után Kerényi Miklós Gábor a Budapesti Operettszínházba szerette volna szerződtetni, egy szerepet elfogadott, a szerződést viszont nem. Egyetemi gyakorlatát a Pécsi Nemzeti Színházban töltötte. Később szabadúszóként fellépett a Győri Nemzeti Színházban, a komáromi Jókai Színházban, a tatabányai Jászai Mari Színházban, a kaposvári Csiky Gergely Színházban és a Madách Színházban is.
2019 januárjától  2024 januárjáig a Budapesti Operettszínház előadásában szerepelt, majd távozott az intézményből. 2024 őszétől ismét az Operettszínházban szerepel.
Csináljuk a fesztivált! (nyolcadik évad) című zenés show-műsorban 3. helyezést ért el a Fényév távolság című dallal. 

### Magánélete
Korábbi kapcsolatából, Nagy Írisz táncművésszel, született egy fia (Zsombor).

## Fontosabb színházi szerepei[9][10]
| Darab                                                       | Szerep                                | Színház                                                     | Év   |
| ----------------------------------------------------------- | ------------------------------------- | ----------------------------------------------------------- | ---- |
| Rado-Ragni: Hair                                            | Claude                                | Katona József Színház                                       | 2007 |
| Kacsóh-Heltai-Bakonyi: János vitéz                          | Kukorica Jancsi/Bagó (szerepkettőzés) | Pécsi Nemzeti Színház                                       | 2012 |
| Molière: Tartuffe                                           | Valér                                 | Pécsi Nemzeti Színház                                       | 2012 |
| Presser-Sztvanovity-Horváth: A padlás                       | Rádiós                                | Pécsi Nemzeti Színház                                       | 2013 |
| Andersson-Rice-Ulvaeus: Sakk, a musical                     | Frederick Trumper                     | Győri Nemzeti Színház                                       | 2013 |
| Rice-Webber: Jézus Krisztus szupersztár                     | Júdás                                 | Győri Nemzeti Színház                                       | 2014 |
| Dés-Geszti-Békés: A dzsungel könyve                         | Maugli                                | Komáromi Jókai Színház                                      | 2015 |
| Schwartz-Tebelak: Godspell                                  | Jézus                                 | Jászai Mari Színház-Népház                                  | 2015 |
| Rice-Webber: Jézus Krisztus szupersztár                     | Jézus                                 | Csiky Gergely Színház                                       | 2015 |
| Boublil-Schönberg: Les Misérables – A nyomorultak           | Enjolras                              | Madách Színház                                              | 2016 |
| Rice-Webber: Evita                                          | Che                                   | Margitszigeti Szabadtéri Színpad és Szegedi Nemzeti Színház | 2016 |
| Casey-Jacobs: Grease                                        | Kenickie                              | Bánfalvy Stúdió                                             | 2016 |
| Miklós: Sztárcsinálók                                       | Néró                                  | Jászai Mari Színház-Népház                                  | 2017 |
| Bródy-Szörényi: István, a király                            | István                                | Budapesti Operettszínház                                    | 2019 |
| Wilde: Dorian Gray                                          | Dorian Gray                           | Spirit Színház                                              | 2019 |
| Luttmann: Örökké Szabadon                                   | Adam                                  | Spirit Színház                                              | 2019 |
| Rodgers-Hammerstein: Carousel – Liliom                      | Liliom/Billy Bigelow                  | Budapesti Operettszínház                                    | 2019 |
| Yeston-Stone: Titanic                                       | Frederich Barrett                     | Szegedi Szabadtéri Játékok                                  | 2019 |
| Kovács-Galambos: A Pendragon-legenda                        | Morvin                                | Budapesti Operettszínház                                    | 2019 |
| Kacsóh: János vitéz                                         | Kukorica Jancsi/János vitéz           | Budapesti Operettszínház                                    | 2019 |
| Lázár-Závada-Szirtes: Szegény Dzsoni és Árnika              | Szegény Dzsoni                        | Budapesti Operettszínház                                    | 2019 |
| Wassermann-Leigh-Darion: La Mancha lovagja                  | Sancho                                | Budapesti Operettszínház                                    | 2020 |
| Neil LaBute: A szabadulás pillanata                         | Ben Harcourt                          | Spirit Színház                                              | 2020 |
| Hilbert: Rozsda Lovag és Fránya Frida                       | Koksz, a sárkány                      | Budapesti Operettszínház                                    | 2021 |
| Choderlos de Laclos-Kiss Csaba: Veszedelmes viszonyok       | Valmont Vikomt                        | Budapesti Operettszínház                                    | 2022 |
| Wildhorn-Cuden: Jekyll és Hyde                              | Jekyll és Hyde                        | Budapesti Operettszínház                                    | 2022 |
| Huszka Jenő: Mária főhadnagy                                | Jancsó Bálint                         | Budapesti Operettszínház                                    | 2023 |
| Dumas-Szomor: Monte Cristo grófja                           | Ifj. Edmond Dantes                    | Budapesti Operettszínház                                    | 2023 |
| Orbán János Dénes – Pejtsik Péter: Az Orfeum mágusa         | Leopold Mária Lippert Weilersheim     | Budapesti Operettszínház                                    | 2023 |
| Fejes Endre-Presser Gábor: Jó estét nyár, jó estét szerelem | Fiú                                   | Gyöngyösi Játékszín                                         | 2024 |
| Szabó Magda: Abigél                                         | Kuncz Feri                            | Bánfalvy Stúdió                                             | 2024 |
| Ábrahám Pál: Viktória                                       | Koltay István                         | Csokonai Nemzeti Színház                                    | 2025 |

## Film és sorozatszerepei
- Társas játék (2011–2013) …Kollár Péter
- Free Entry (2014) …Wolf
- Ketten Párizs ellen (2015) …Radonyi Laci
- Félvilág (2015) …Sóvágó Gergely
- 200 első randi (2018–2019) …Vámos Roland
- Mentés másképp (2021) …Lovas Márk
- Örök hűség (2022) ...Bor Imre

## Díjai, elismerései
- Gundel művészeti díj (2013)
- Honthy-közönségdíj (2019)
- Honthy-díj (2019, 2022)